# 50 (число)
Вижте пояснителната страница за други значения на 50.
50 (петдесет) е естествено, цяло число, следващо 49 и предхождащо 51.
Петдесет с арабски цифри се записва „50“, а с римски цифри – „L“. Числото 50 е съставено от две цифри от позиционните бройни системи – 5 (пет) и 0 (нула).

## Общи сведения
- 50 е четно число.
- 50 е атомният номер на елемента калай.
- 50-ият ден от годината е 19 февруари.
- 50 е година от Новата ера.